# Кавче (Равицький повіт)
Кавче (пол. Kawcze, нім. Kawitsch) — село в Польщі, у гміні Бояново Равицького повіту Великопольського воєводства.
Населення — 529 осіб (2011).
У 1975-1998 роках село належало до Лешненського воєводства.

## Демографія
Демографічна структура станом на 31 березня 2011 року:
|          | Загалом | Допрацездатний вік | Працездатний вік | Постпрацездатний вік |
| -------- | ------- | ------------------ | ---------------- | -------------------- |
| Чоловіки | 261     | 65                 | 174              | 22                   |
| Жінки    | 268     | 62                 | 151              | 55                   |
| Разом    | 529     | 127                | 325              | 77                   |